# Рифская война
Испано-франко-марокканская война 1921—1926 годов (известна также как Вторая Марокканская, Третья Рифская или просто Рифская война) — колониальная война Испании и (с 1925 г.) Франции против берберского эмирата Риф, созданного в результате восстания в Северном Марокко. Основное событие — битва при Анвале, в которой рифские войска нанесли испанцам тяжёлое поражение, в течение первых лет удерживая военную инициативу. Завершилась ликвидацией эмирата Риф после совместного наступления испанских и французских войск.

## Основная информация
Название «Вторая марокканская» война происходит от мнения, что «первой марокканской» войной была война 1859—1860 г.г., а данный конфликт является частью «второй» войны, начавшейся в 1893 году. Название же «Третья рифская» происходит от разделения условной «второй марокканской» войны на войну 1893—1894 г.г., войну 1909 г. и непосредственно войну 1921—1926 гг.
Рифская война была одной из самых кровавых и жестоких в периоде между двумя мировыми войнами. С одной стороны, именно в ней впервые была продемонстрирована возможность маленького народа, значительно уступающего противнику в численности войск и вооружении, но применяющего грамотную тактику и активно использующего рельеф местности, в течение долгого времени противостоять сразу двум передовым армиям своего времени. С другой — именно в ней, а не во Второй итало-эфиопской войне европейцы впервые применили химическое оружие против сопротивляющегося «нецивилизованного» народа.

## Начало испанского подчинения Марокко
Как известно, после революций в Латинской Америке начала XIX века и Испано-американской войны 1898 года (с последующей продажей Германии колоний в северной части Океании в 1899 году) Испания лишилась практически всех своих колоний. Её колониальная политика во второй половине XIX века была направлена, по сути, только на три региона: Западная Сахара, Испанская Гвинея, где удалось расширить старые колониальные владения, и как раз будущее Испанское Марокко, современные северные и южные территории Марокко, интерес к которым Испания стала проявлять ещё с XVII века, но реальное проникновение туда началось только с 50-х годов XIX века.
Формально испанский протекторат над северной частью Марокко был установлен в 1912 году (несмотря на то, что Испания играла довольно второстепенную роль в «марокканских кризисах» начала XX века — Танжерском и Агадирском, где основными участниками были Франция и Германия), но на деле это был своего рода «субпротекторат», поскольку переданная испанцам территория представляла собой сравнительно небольшой участок у побережья, окружённый с юга и востока французскими владениями (основная часть Марокко стала французским протекторатом после заключения Фесского договора, а также из-за сложной политической системы, установленной в Марокко после его захвата европейцами.
Территории, переданные Испании на севере, составляли площадь 20 948 квадратных километров, или 5 % территории нынешнего Марокко, и включали в себя в том числе горный район Риф, являющийся одной из четырёх горных цепей Марокко. Испанский протекторат включал в себя земли четырёх племён (с запада на восток):
- Джебала — Лукус, между Танжером на севере и Альказаркевиром (аль-Каср аль-Кебир) на юге;
- Гомара, между Лау на севере и Шауеном на юге;
- Центральный Риф, между заливом Алусемас на севере и Дар-Дризом на юге;
- Восточный Риф и Керт, к югу от Мелильи.

И во французской, и в испанской «зонах» протектората вся экономическая, политическая и военная власть находилась в руках чиновников-европейцев, однако многие прежние властные структуры Марокко были оставлены, пусть полномочия их и ограничивались, по сути, вмешательством только в отдельные религиозные вопросы. Формально Марокко продолжало считаться, тем не менее, единой страной: султан обладал номинальной верховной властью и находился в реальном подчинении у французов, а в испанской «зоне» правил его «духовный вассал», имевший титул халифа, на деле подчинявшийся уже испанцам. В Испанском Марокко, в отличие от французских владений, общая численность испанских переселенцев была совсем невелика, причём проводилась политика жёсткой сегрегации в отношении испанцев и коренных жителей (арабов и берберов) во всех вопросах жизни.
Сопротивление испанцам со стороны местных жителей, в первую очередь берберов, началось практически сразу же после ввода испанских войск в Северное Марокко. Первым очагом сопротивления стали окрестности Мелильи, где Мохаммед эль Мизан поднял восстание ещё до официального подписания соглашения между Францией и Испанией о разделе Марокко; это восстание не носило массового характера и было подавлено через несколько месяцев. Когда реальная испанская оккупация территории стала расширяться, произошло новое, более крупное восстание — на этот раз в Джабале, регионе от побережья Атлантического океана и до предгорий Рифа, включающем и административный центр протектората — город Тетуан, во главе с Ахмедом аль-Расулом, контролирующим город Асила и часть западного побережья страны; восстание под руководством этого пирата и партизанского вождя, прославившегося похищением европейцев с требованием выкупа, было подавлено окончательно только в 1921 году, да и то только потому, что аль-Расул в итоге просто перешёл на сторону испанцев.
Таким образом, все восстания против испанцев до начала Рифской войны были неудачны, но в первую очередь по той причине, что берберские племена действовали разобщенно, будучи не в состоянии объединиться под началом одного вождя, а французы и испанцы успешно применяли метод «разделяй и властвуй». Однако ещё во время Второй мелильской кампании против испанцев выступали сравнительно крупные силы, поэтому после захвата северной части Марокко, испанское правительство, чувствуя угрозу своему владычеству, для стабилизации ситуации направило в регион огромную армию — до 140000 человек, а местные колониальные чиновники собрали ополчение из 3000 человек, преимущественно коренных жителей, которые затем перешли на сторону рифов.

## Подготовка к войне

Карта испанского протектората Марокко.

Королевским указом от 30 января 1920 года командующим всеми силами в Испанском Марокко был назначен генерал-майор Мануэль Фернандес Сильвестре, одержимый идеей установления реального испанского контроля над заливом Алусемас.
14 октября 1920 года отряд под командованием Альберто Кастро Жироны практически без сопротивления занял «свящённый город» Хаен, находящийся недалеко от границы с французскими владениями. Для обеспечения контроля над этим регионом и снабжения находящихся там войск была построена линия из нескольких небольших фортов и блокгаузов: у дороги на Тетуан, в верхней долине реки Мартин, у побережья в долине Лау. В горной местности также были созданы форты, причём на самых вершинах, но, будучи лишены системы водоснабжения, они требовали практически ежедневной поставки воды на мулах, что не было надёжным, так как караван по пути вполне мог попасть в засаду берберов. Это заставило аль-Расула ограничить боевые действия только регионом Джебалы, однако не помешало ему успешно противостоять генералу Дамасо Беренгеру в 1920 году и защищавшему Альказаркевир Гонсало Кейпо де Льяно.
Историк Рикардо де ла Серва писал о том времени: «Военные и экономические усилия Испании являются экстраординарными, общая численность армии достигла 250 тысяч человек, военные расходы составляют 581 миллион песет, половину бюджета страны, причём большая часть этой суммы идёт на непропорционально высокую заработную плату офицерам и генералам».
После убийства Эдуардо Дато король назначил председателем правительства Мануэля Аллендесалазара. В день его присяги, 12 марта 1921 года, войска генерала Фернандеса Сильвестре продвинулись в Марокко вперёд, высадившись в Сиди-Дрисс, расположенном в устье Ад-Кебир, теперь известной как река Амекран. Этой операции предшествовала высадке в Альфре, которая состоялась 12 января 1921 года.
У Кебира и Керта, сухих притоков у залива Алусемас, находится полоса оврагов, и Сильвестр опрометчиво углубился в Тенсаман, контролируемую племенами «дружественных» кабилов территорию, заняв город Анвал и разбив там лагерь.
Практически сразу же после того, как генерал Хосе Виллеба Рикельме путём переговоров заставил аль-Расула прекратить сопротивление испанцам, началось восстание берберских племён в центральной части Рифа — на этот раз восстали племена бени-урагель и бени-тузин. Лидером восставших стал Мухаммед Абд аль-Крим аль-Хаттаби, в испанской и мировой историографии получивший имя Абд аль-Крим, из клана Ат-Юсуф, в прошлом — кади (исламский судья) из Мелильи и редактор газеты «Телеграмма дель Риф». С этого момента начинается собственно Рифская война.

## Силы сторон

### Испанская армия
Испанские войска в Марокко первоначально состояли большей частью из испанских призывников и местных наёмников. Ни те, ни другие не отличались хорошим боевым духом, а снабжение армии, пусть и имевшей большую численность и современное вооружение, включая артиллерию, было очень плохим. Многие призывники с полуострова, кроме того, отличались очень плохой военной подготовкой и иногда даже не умели толком стрелять, не говоря уже о знаниях в области боевых действий в условиях горной местности; ещё одним негативным фактором была коррупция в среде офицерского корпуса. Правда, к моменту начала войны эти силы, которые реально не могли противостоять рифам, были усилены за счёт более профессиональных солдат — так называемой «Африканской армии», с 1911 года включённой в состав «Регуларес» марокканских войск.
После первых трудностей и поражений от рифов испанская колониальная армия в Марокко стала активно использовать опыт Французского Иностранного легиона — Испанский легион (Tercio de Extranjeros, буквально — «полк иностранцев») появился ещё в 1920 году. Заместителем командира этого легиона стал Франсиско Франко, в будущем испанский правитель-диктатор. Примерно 25 % солдат легиона по национальности не были испанцами, а половину легиона составляли потомки выходцев из стран Латинской Америки. Легион отличался высокой мобильностью и дисциплинированностью, но «прославился» и своей крайней жестокостью. Численность солдат в нём на протяжении войны увеличивалась, и он всё активнее проводил наступательные операции после первых поражений, понесённых армией, состоящей в основном из призывников
На стороне испанской армии были танки: в 1921 году Испания купила у Франции 12 танков Renault FT-17, 11 вооружённых с пулемётами Гочкис, переделанными под испанский патрон Маузер, и 1 танк с защищённой бронированной рубкой — командирский вариант машины с радиостанцией. Участие принимали также закупленные во Франции 6 танков Шнейдер СА-1. Это было первое использование танков в Африке.

### Рифская армия
Берберские племена региона Риф издавна славились своим воинским искусством, сочетавшимся с меткой стрельбой, великолепной организацией маскировки на местности и засад, а также высоким моральным духом и храбростью; значительным фактором также был политический опыт и военный талант руководителя восстания, Абд аль-Керима. Точная численность рифской армии неизвестна. Испанский генерал Года оценивал её следующим образом: первоначально рифам удалось собрать племенное ополчение из 3000 человек, впоследствии же оно значительно увеличилось, но существенную его часть составляли воины из племён, прямо не подчинённых аль-Криму, но присоединившихся к восстанию для защиты своих территорий, и потому не обязанных служить в войске далеко от земель своих кланов более пятнадцати дней подряд. Элита рифской армии — войска, непосредственно подчинённые аль-Криму, — насчитывали порядка 6000-7000 человек. Всего же на пике восстания рифская армия насчитывала порядка 80000 человек.

## Начало войны
1 июня 1921 года находящийся в Анвале Сильвестре решил начать наступление на Монте-Тхе в кабильском Тенсанаме — последний барьер перед заливом Алусемас, с которого открывался вид на прибрежные территории клана Бени-урагель. Из Анвала вышел отряд, который за несколько часов занял эту позицию, однако входившие в отряд ополченцы из коренных жителей внезапно напали на испанских артиллеристов (нападавших удалось разбить).
Через несколько дней испанцы заняли гору Игурибен, чтобы защитить Анвал с юга. 21 июля рифы осадили эту позицию и взяли её; из трёхсот пятидесяти человек гарнизона спастись удалось только одиннадцати.

Отступление испанских войск от Анвала к Монте-Арруиту

На следующий день, 22 июля, рифы в количестве 3000 осадили уже сам Анвал. Противостоявший им испанский гарнизон, насчитывавший 5000 человек, покинул Анвал и стал отступать. Рифы  стали обстреливать отступавшие войска противника и добились их полного уничтожения. Генерал Сильвестре тоже погиб в ходе боя; его тело так и не было найдено. Части испанских войск всё-таки удалось вырваться и присоединиться к отряду генерала Филиппе Наварро, шедшему на помощь Сильвестре. Испанцы укрепились в лагере Монте-Арруит, в 80 км от Анвала, где почти сразу же были окружены рифами, к которым присоединились новые племена. Осада продолжалась две недели. Лишённый воды и еды, отряд Наварро капитулировал. После сдачи оружия рифы, нарушив соглашение, вероломно напали на испанцев и устроили массовую резню. Общие потери испанцев под Анвалом и Монте-Арруитом составили более 13 000 человек. Около 600 человек, включая самого Наварро, были пленены.
Поражение при Анвале имело огромные последствия для Испанского Марокко — репутация метрополии была сильнейшим образом подорвана. Многие берберские племена после этой битвы начали восстания по всему испанскому протекторату и массово присоединялись к армии Абд аль-Крима, авторитет которого поднялся среди них до недосягаемых высот. В результате поражения испанцы были отброшены к Мелилье, и создалась реальная угроза её захвата повстанцами, поэтому в город пришлось ввести дополнительные войска из метрополии. Аль-Крим тем временем продолжал наступательные действия: вскоре после Анвала был захвачен Хаен.

## Рифская республика
19 сентября 1921 года двенадцать берберских племён объединились в Рифскую республику, государство с централизованной администрацией, которую возглавил Абд аль-Крим в должности президента. Премьер-министром стал его брат, Мухаммед аль-Хаттаб, военным министром — Ахмед Будра, министром внутренних дел — Лязид, в прошлом известный вор, министром иностранных дел — Азеркан, министром финансов — Абд эс-Салам аль-Хаттаб, министром юстиции и образования — факих Зерхуни.
Эти учреждения были укреплены принятием целого ряда законов, основанных на справедливом разрешении споров и запрещающих столкновение между различными племенами республики, что крайне важно для территории, разделённой на земли кланов, где кровная месть исторически была выше закона. Кроме того, началось интенсивное обучение религиозных служителей, кади и факихов, в обязанности которым вменялось в том числе укрепление исламской веры в населении и разъяснении причин запрета в стране употребления чая и табака (и то, и другое было запрещено в Рифской республике).
Армию планировалось создать по образцу бывшей султанской марокканской армии. Предполагалось обучить и мобилизовать 20000-30000 человек в возрасте от 16 до 50 лет, разделив их на «сотни», подразделявшиеся, в свою очередь, на группы численностью 25-50 человек, и оснастить их современным европейским оружием.
1 сентября 1922 года Рифская республика была преобразована в Конфедеративную республику племён Рифа.

## Причины первоначальных поражений Испании
Испанская армия пыталась установить контроль над Северным Марокко с помощью системы небольших фортов и блокгаузов, преимущественно располагавшихся в высокогорье на расстоянии 30 км друг друга и нередко не имевших водоснабжения, что делало их зависимыми от поставок воды, которую приходилось доставлять на мулах за несколько миль. Эти караваны становились лёгкой мишенью для рифских стрелков, и именно это обстоятельство считается одним из главных, позволивших маленькой армии, которая имела на вооружении всего несколько артиллерийских орудий и вообще не имела флота и авиации, успешно противостоять и даже одерживать победы над испанской армией, имевшей колоссальное превосходство в живой силе и вооружении. Другими факторами успеха, безусловно, были отличное знание рифами своей родной местности и высокая мотивация. Испанская армия же, как уже отмечалось, на первоначальном этапе боевых действий состояла в основном из плохо обученных призывников, боявшихся воевать и желавших только вернуться домой, и наёмников из местных племён, которые могли предать испанцев в любой момент (и нередко делали это). Испанская колониальная армия была немотивированной, дезорганизованной и коррумпированной, тогда как организация Рифской армии явилась одной из основ будущей теории партизанской войны и впоследствии использовалась во многих конфликтах середины XX века. Однако ситуация в Испанском Марокко стала меняться после того, как к активным боевым действиям подключился созданный ещё в 1920 году по образу и подобию Французского Иностранного Легиона Испанский легион, руководителями которого стали Хосе Мильян Астрай и Франсиско Франко.
Как уже отмечалось, после победы при Анвале рифы продолжили наступление и в скором времени захватили стратегически важный город Хаен, находившийся за пределами собственно Рифской республики, создав тем самым угрозу Тетуану, однако в это же время испанцы (уже в значительной мере силами Испанского легиона) начали контрнаступление из Мелильи, которое привело к восстановлению испанского контроля над многими утраченными территориями: Дар-Дрис, приток Керт, Надор, Зилян, Монте-Арруит, где глазам испанских солдат предстали истлевшие тела погибших в сражениях с рифами сослуживцев, которые даже не были погребены.

## Реакция внутри Испании
Первые неудачи и катастрофа при Анвале оказали большое влияние на ситуацию не только в протекторате, но и в метрополии. Испанский политик Индалесио Прието писал, что …мы живём в период наиболее острого испанского декаданса. Поражение при Анвале — это полный, полнейший, абсолютный провал испанской армии. Генерал Сильвестре обвинялся в том, что был «первым испанским генералом, потерявшим в Африке своё оружие».
13 сентября 1923 года генерал-капитан Мигель Примо де Ривера восстал в Испании против правительства и совершил при поддержке короля военный переворот. В стране была установлена фактически военная диктатура, поставившая одной из главных своих целей победу в Рифской войне. Военные опасались, что в армии по-прежнему преобладают пораженческие настроения, как это было до переворота; тем не менее, они решили укрепить испанское военное присутствие в Марокко путём военной победы (высадка в Альхусемасе), которая явилась бы достойным завершением нескольких лет поражений (операция действительно была успешной благодаря участию французских войск, но окончательной победы не принесла).
Абд аль-Крим тем временем провозгласил себя султаном Марокко, чего, естественно, не признали французские колониальные власти на основной территории страны. Правда, в этом провозглашении он подчеркнул, что не ставит под сомнение авторитет тогдашнего марокканского султана Мулая Юсуфа, а предложил ему совместно бороться с европейцами, чтобы избавить всё Марокко от их присутствия. Нападения рифов на испанские позиции продолжались весь 1924 год, но в декабре испанцам удалось вернуть Хаен.

## Вступление в войну Франции
Успехи рифов в войне с Испанией были стимулом к восстанию для многих марокканских племён, в том числе проживавших на территории французской «зоны»; кроме того, снова начались волнения в Джабале. Таким образом, на 1924 год под реальным контролем испанцев в Северном Марокко находились только Сеута, Мелилья, Тетуан, Лараш и Арсила. Фактическим началом участия Франции в конфликте стало размещение блокпостов на границе с испанскими владениями, хотя долгое время французы занимали выжидающую позицию. Летом 1924 года французские войска внезапно оккупировали плодородную долину реки Уэрга, житницу Рифа, его единственный источник снабжения продовольствием. В ответ на захват долины Уэрги рифская армия начала в апреле 1925 года военные действия. 13 апреля около 8000 человек под командованием Абд эль-Крима атаковали линию обороны на Уэрге и перерезали сообщение между марокканским протекторатом и Алжиром. За два с половиной месяца боёв было ликвидировано 48 французских постов из 66 в регионе. В конце лета французы признали поражение и отступили к югу от Уэрги. Неудачи в борьбе против Республики Риф побудили французское правительство прибегнуть к помощи Испании. Обе стороны обязались вести скоординированные военные действия и проводить совместную блокаду Рифа. 

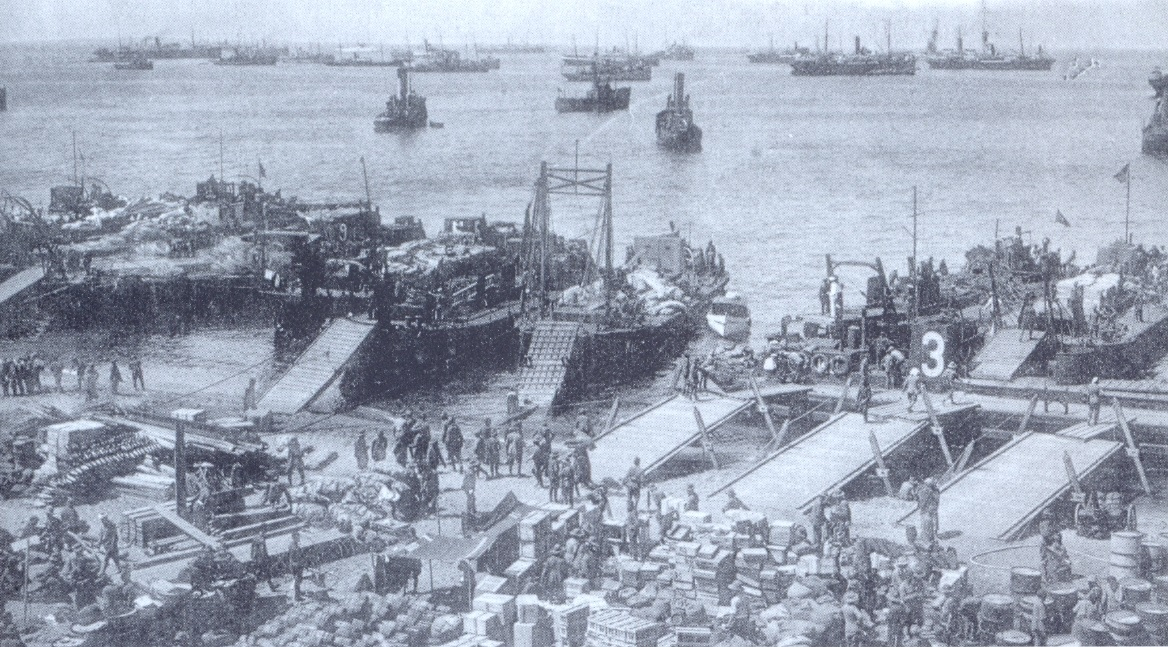
Высадка в бухте Алусемас

К августу 1925 года французские войска в Марокко насчитывали до 200 тыс. человек, испанские - свыше 100 тысяч. 8 сентября 1925 года испанские войска высадились в бухте Алусемас и 26 сентября развернули наступленние в направлении столицы Рифской республики Адждар. Одновременно французская армия под командованием Ф. Петена, сменившего Ю. Лиоте, развернула массированное наступление на территории рифов с юга. 7 сентября 1925 года был создан плацдарм у Джебель-Амекрана, «орлиного гнезда» аль-Крима, которое было занято 22 сентября. Французы первыми применили против рифов химическое оружие — горчичный газ. Рифы отчаянно сопротивлялись, но противостоять объединенным действиям союзных войск не смогли; их главные силы понесли большие потери и были разбиты. Французская и испанская армии начали масштабное наступление по сходящимся направлениям (с юга и севера), и исход войны стал предрешён. Дорога к Адждару была открыта. Тем не менее, практически тогда же, осенью 1925 года, Франция и Испания вели секретные переговоры с рифами, но они провалились из-за их неприемлемых требований.

## Окончание войны
В конце войны аль-Крим предпринял совершенно отчаянную попытку — наступление на столицу Испанского Марокко, город Тетуан. Ему удалось подойти к городу и в сражении нанести ощутимые потери войскам Испанского легиона (один из его командиров, Хосе Мильян-Астрай, был ранен в этой битве), но изменить ход войны это уже не могло, тем более что применение французами и испанцами химического оружия против рифов продолжалось. 27 мая 1926 года Абд аль-Крим сдался французским войскам. Все испанские военнопленные рифов были освобождены, но некоторые офицеры по возвращении в Испанию были казнены за трусость.
Испания, естественно, требовала для Абд аль-Крима смертной казни, но французское правительство предпочло отправить его в пожизненное изгнание на остров Реюньон в Индийском океане; через двадцать один год он получил разрешение на въезд во Францию при условии отказа от политической деятельности, но по дороге бежал с парохода, добрался до Египта и прожил до 1963 года, умерев своей смертью в Каире и активно занимаясь политической деятельностью, возглавляя Комитет освобождения Арабского Магриба.

## Применение химического оружия
Как уже говорилось выше, французская и испанская армии применяли против рифов химическое оружие — бомбы с горчичным газом (ипритом), созданные в Германии и сбрасываемые с 1924 года с самолётов Farman F.60. Потомки марокканцев, пострадавших в результате химических атак испанцев, сегодня объединены в ассоциацию, требующую от испанского парламента компенсации.

## Последствия

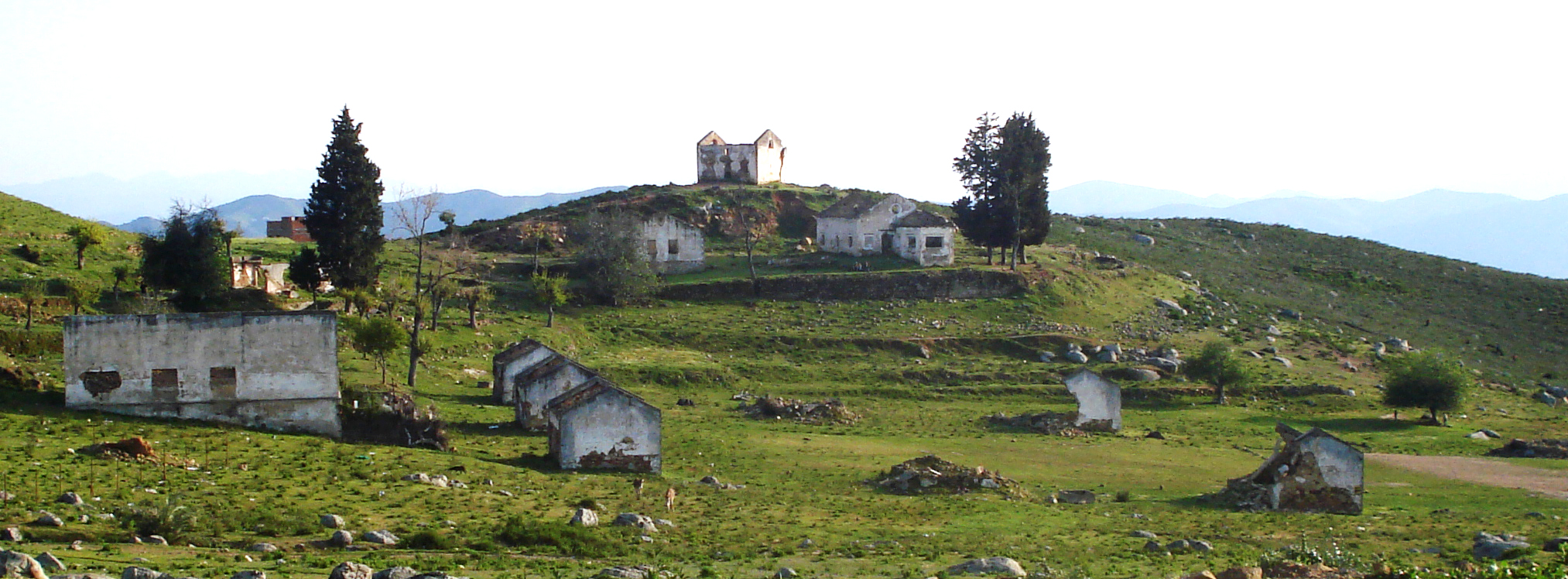
Развалины испанского лагеря в селе Танагоб, в нескольких километрах от Хаена.

Война в Испанском Марокко воспринималась большей частью испанского общества того времени негативно и привела к серьёзным внутренним конфликтам. Значительные слои общества не так много знали о рифах и причинах конфликта, поэтому многие не понимали сути того, за что идёт эта дорогостоящая и кровавая война, воспринимаемая населением только как «дело принципа». С другой стороны, даже несмотря на создание Испанского легиона, военные потери были велики, поэтому призывников продолжали отправлять на фронт. Однако многие богатые молодые люди, не хотевшие умирать, могли избежать военной службы, заплатив за то, чтобы на их место призвали кого-либо из бедных, кто откупиться не мог. Поэтому в самой Испании нередко говорили, что правительство посылает «сынов бедных» на смерть в Марокко.
Битва при Анвале также имела важные последствия. После поражения военное министерство создало специальную комиссию по расследованию причин поражения во главе с генералом Хуаном Пикассо, подготовившим так называемый «Доклад Пикассо», который, несмотря на указание там многих военных ошибок, не привёл к наказанию всех виновных чиновников: ведь даже сам король первоначально не возражал против необдуманного углубления Сильвестре во вражескую территорию из Мелильи без надлежащего прикрытия тыла. После обсуждения «Доклада Пикассо» в парламенте генерал Мигель Примо де Ривера совершил переворот 13 сентября 1923 года, положивший начало военной диктатуре.
Рифская война стала одним из нескольких обстоятельств, приведших к кризису монархии короля Альфонса XIII и её последующему свержению в 1931 году.

## В культуре
- Боевые действия Рифской войны показаны в фильме «Легионер» (1998).
- «Батальон иностранного легиона» (фр. La Bandera) — фильм-драма режиссёра Жюльена Дювивье, снятый во Франции в 1935 году.
- В испанском сериале «Военное время» (Tiempos de guerra) действие происходит в госпитале, расквартированном в Марокко, во время Рифской войны.